# Внешняя политика Мозамбика
Внешняя политика Мозамбика — общий курс Мозамбика в международных делах. Внешняя политика регулирует отношения Мозамбика с другими государствами. Реализацией этой политики занимается министерство иностранных дел Мозамбика.

## История
Мозамбик находится на юге Африки и граничит с Танзанией на севере; Эсватини и ЮАР на юге; Индийским океаном на востоке; Малави, Замбией и Зимбабве на западе. Границы страны, включая восточное побережье и аэропорты, фактически открыты, что способствует нелегальному обороту наркотиками, торговле людьми и незаконному вывозу представителей фауны. Отсутствие финансовых возможностей у населения не позволяет большей части этого трафика осесть в Мозамбике, но эта незаконная деятельность оставляет свой след на территории страны.
Внешняя политика Мозамбика ориентирована на дружбу и сотрудничество с соседними государствами. Отношения с другими странами в подавляющем большинстве случаев положительные. Мозамбик является членом многих международных организаций и принимает помощь в целях развития от разных стран и организаций. Приверженность к традиционным союзникам времён войны за независимость остаётся актуальной, но в настоящее время внешняя политика Мозамбика становится более прагматичной. Двумя столпами внешней политики Мозамбика являются поддержание хороших отношений со своими соседями, а также поддержание и расширение связей с партнёрами по программе развития.
В 1970-х и начале 1980-х внешняя политика Мозамбика была неразрывно связана с противостоянием в Родезии и ЮАР, а также с конкуренцией сверхдержав и холодной войной. Решение Мозамбика присоединиться к санкциям ООН против Родезии и отказать этой стране в доступе к морю привело к тому, что премьер-министр Родезии Ян Смит предпринял открытые и скрытые действия по дестабилизации страны, включая спонсирование повстанческой группировки «РЕНАМО». После смены правительства в Зимбабве в 1980 году режим апартеида в ЮАР продолжал финансировать дестабилизацию ситуации в Мозамбике.
В 1984 году было подписано Соглашение Нкомати, которое не достигло своей цели по прекращению поддержки «РЕНАМО» со стороны ЮАР, хоть и установило начальные дипломатические контакты между правительствами Мозамбика и ЮАР. Этот процесс получил импульс после ликвидации режима апартеида в ЮАР, кульминацией которого стало установление полных дипломатических отношений в октябре 1993 года. Отношения с соседними Зимбабве, Малави, Замбией и Танзанией периодически обостряются, но связи Мозамбика с этими странами остаются прочными.
В годы сразу после обретения независимости Мозамбик получал значительную помощь со стороны некоторых западных стран, особенно скандинавских. Однако СССР и его союзники стали основными экономическими, военными и политическими партнёрами Мозамбика во внешней политике. Это начало меняться в 1983 году, а в 1984 году Мозамбик присоединился к Всемирному банку и Международному валютному фонду. Помощь западных стран быстро заменила советскую поддержку, при этом скандинавские страны, США и Европейский союз стали важными источниками помощи в целях развития. Италия также имеет авторитет в Мозамбике благодаря своей ключевой роли в мирном процессе. Отношения с Португалией, бывшей колониальной державой, сложны и имеют определённое значение, поскольку португальские инвесторы активно участвуют в развитии экономики Мозамбика.
Мозамбик получает большую часть помощи от партнеров по программе помощи, в которую входят: Африканский банк развития, Австрия, Бельгия, Канада, Дания, Европейский союз, Финляндия, Франция, Германия, Ирландия, Италия, Нидерланды, Норвегия, Португалия, Испания, Швеция, Швейцария, Великобритания и Всемирный банк. Согласно подписанному Меморандуму о взаимопонимании 2009 года, эти партнеры оказывают поддержку бюджету страны и финансируют национальный план действий по сокращению бедности и развитию. В свою очередь, Мозамбик пообещал продолжать предпринимать меры по уменьшению уровня бедности, укреплять демократические институты и соблюдать права человека. Общая бюджетная поддержка со стороны партнёров по программе помощи составила 455 миллионов долларов США на 2009 год, а также 361 миллион долларов США на финансирование различных проектов развития в течение следующих пяти лет. Размер взноса каждой страны определяется двусторонними соглашениями с Мозамбиком.
В последние годы Китай всё активнее присутствует в Мозамбике, предоставив миллионы долларов в виде долгосрочных займов. Мозамбик также получает значительную помощь в виде поставки продовольствия и экономической поддержки от многих стран через Организацию Объединённых Наций и некоммерческие организации. В 2009 году Мозамбик подписал пятилетний договор на 500 миллионов долларов США с корпорацией «Вызовы тысячелетия», предусматривающий предоставление грантов на конкретные программы по борьбе с бедностью и ускорению экономического роста.
Мозамбик является членом Движения неприсоединения и входит в число умеренных членов Африканского блока в Организации Объединённых Наций и других международных организациях. Мозамбик также входит в Африканский союз (АС) и Сообщество развития юга Африки (САДК). В 1994 году правительство стало полноправным членом Организации Исламская конференция (ныне Организация исламского сотрудничества), отчасти для того, чтобы расширить свою базу международной поддержки, но также для того, чтобы угодить значительной части мусульманского населения страны. Точно так же в начале 1996 года Мозамбик присоединился к своим англоязычным соседям по Содружеству наций. В том же году Мозамбик стал одним из основателей и первым председателем Содружества португалоязычных стран (CPLP) и поддерживает тесные связи с другими португалоязычными государствами.